# Мальєн
Мальєн (ісп. Mallén) — муніципалітет в Іспанії, у складі автономної спільноти Арагон, у провінції Сарагоса. Населення — 3704 особи (2010).
Муніципалітет розташований на відстані близько 250 км на північний схід від Мадрида, 50 км на північний захід від Сарагоси.

## Демографія
Динаміка населення (INE ):